# بونتيكونيسي
بونتيكونيسي هي جزيرة صغيرة تقع بالقرب من جزيرة كورفو، اليونان.